# Èxode rural

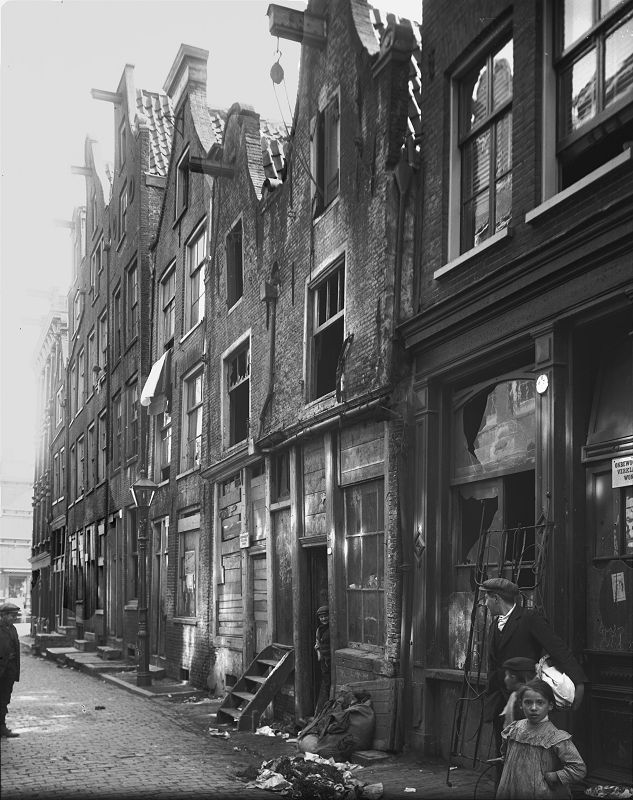
Suburbi d'Amsterdam, 1925. Els suburbis són focus d'assentament per a emigrants procedents de l'èxode rural

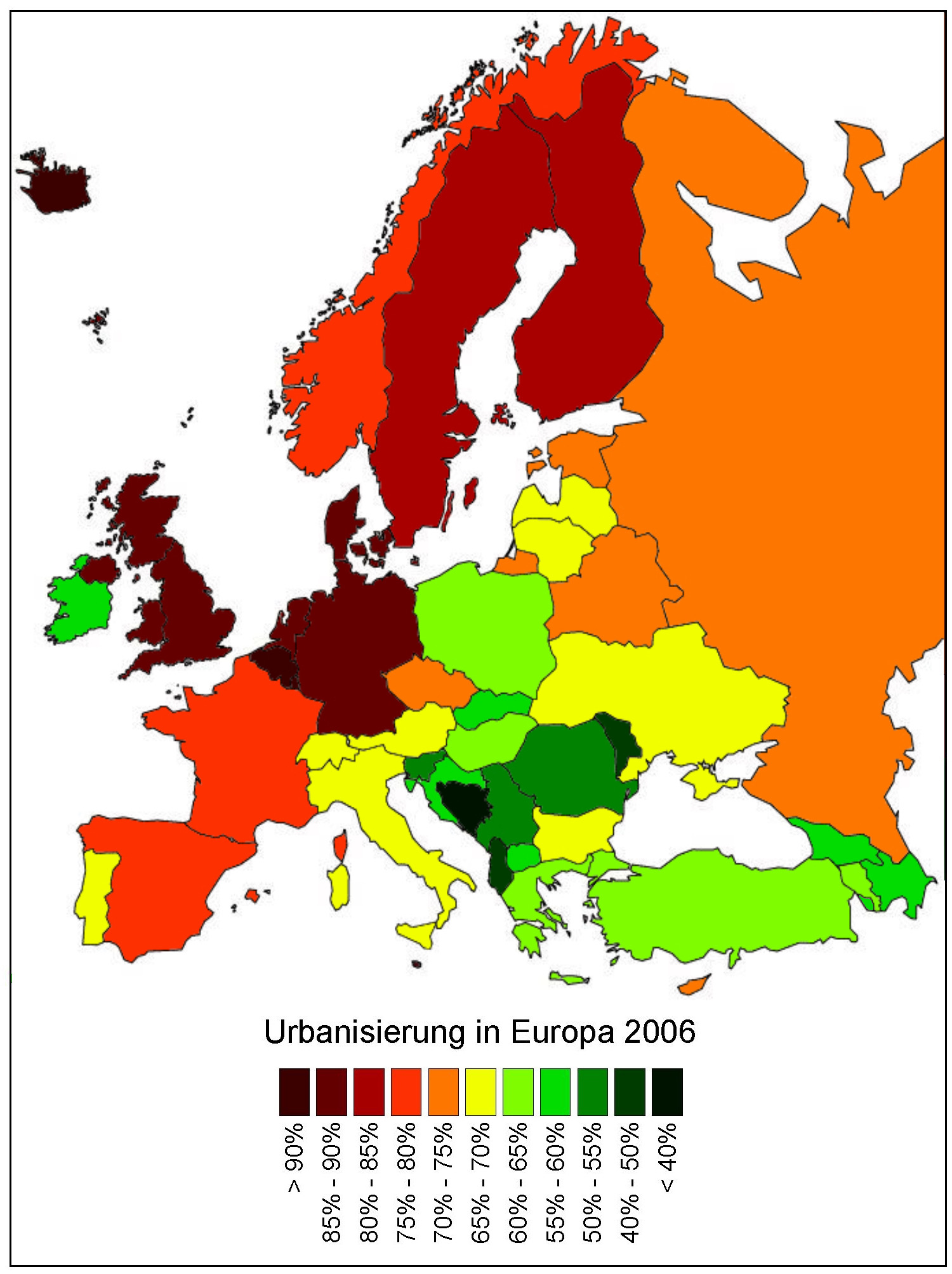
Percentatge de la població que viu en àrees urbanes a Europa, 2006

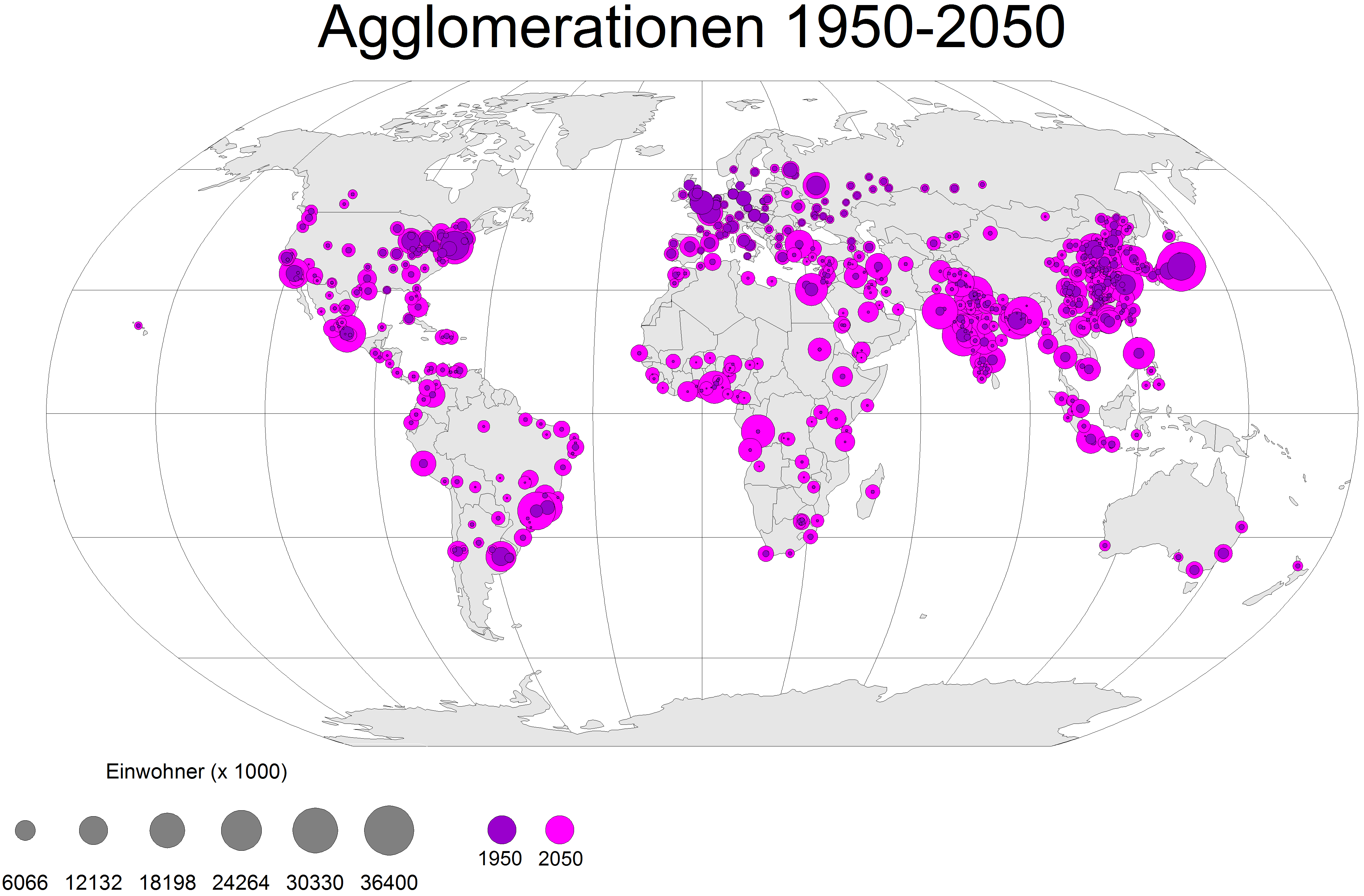
Aglomeracions urbanes 1950-2050

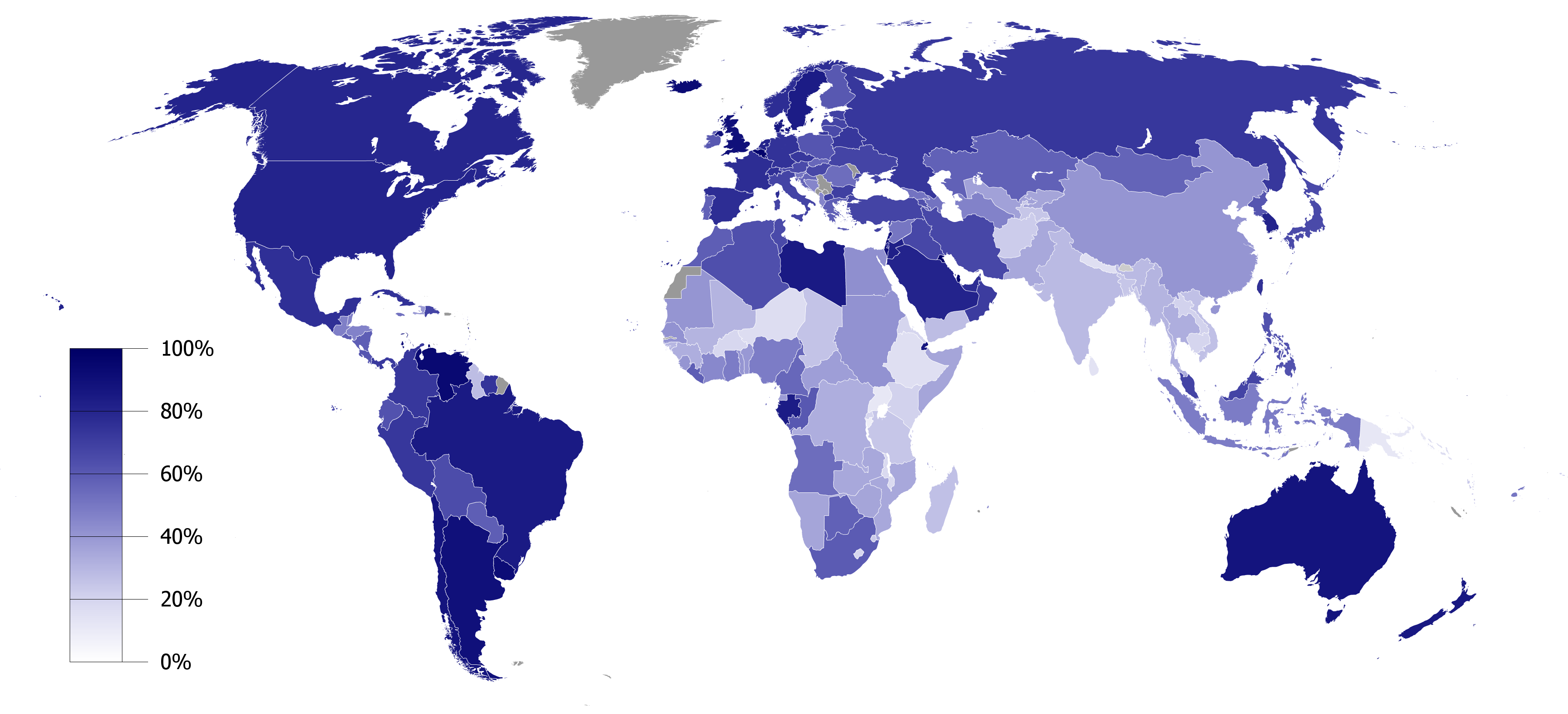
Població urbanitzada el 2006

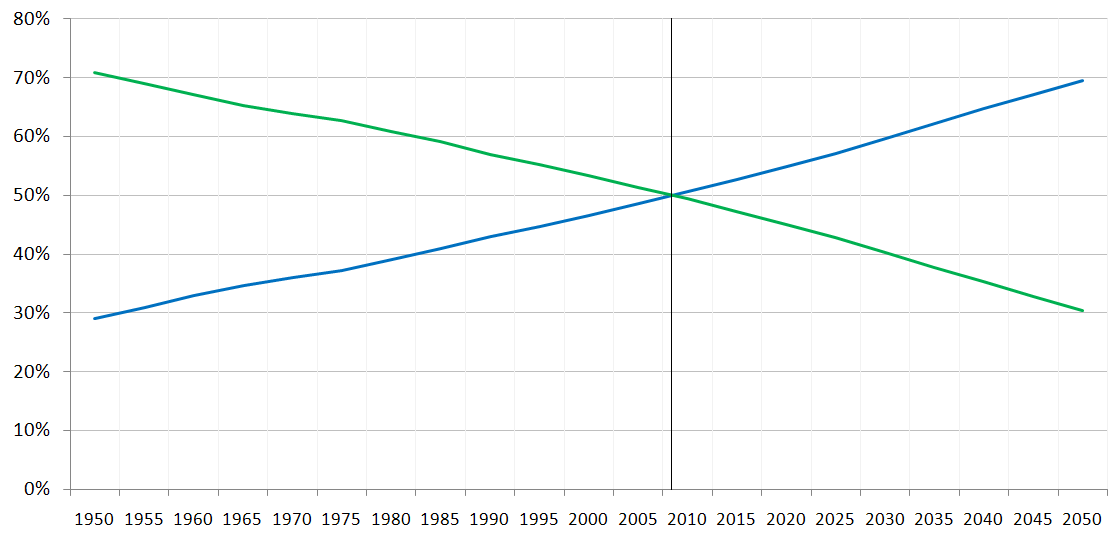
Percentatge de la població mundial rural vs urbana

L'èxode rural o èxode camperol es refereix a l'emigració, generalment de gent jove (adolescents i adults joves) del camp a la ciutat. Aquest procés és molt antic i es va accelerar amb la Revolució industrial i, sobretot, a partir de la segona meitat del segle xx. Se sol considerar com un tipus especial de migració perquè no només suposa canviar de lloc de residència, sinó també de professió, per motius més que evidents, donades les diferències geogràfiques tan grans que existeixen entre les oportunitats, nombre i característiques dels diferents tipus d'ocupació que existeixen al camp en relació amb la ciutat.

## La decisió d'emigrar
Els éssers humans, com la majoria de les espècies animals, es desplacen en la superfície terrestre, en uns moviments (individuals o col·lectius) que s'anomenen migracions. La principal diferència entre els éssers humans i les espècies animals és que, en aquest cas, els motius de les migracions són instintius (l'instint de conservació o supervivència de l'espècie, l'instint de reproducció, l'adaptació al medi, etc.) mentre que les migracions en els éssers humans obeeixen a una decisió raonada més o menys lliure (o més o menys forçada), en la qual l'instint, encara que també té la seva importància, ocupa un lloc molt secundari. Aquesta idea pot donar motiu a una subdivisió de les migracions en dos tipus: espontànies i forçades. Tanmateux no hi ha una clara delimitació entre ambdues. Però en el cas de l'èxode rural és bastant senzill d'analitzar. La bibliografia anglosaxona de les ciències socials ha encunyat un terme: "The push-pull theory" o "Teoria de l'atracció - repulsió" que serveix per a explicar, almenys d'una manera senzilla, la gènesi de l'èxode camperol cap als centres urbans, com a desplaçaments motivats per factors de rebot al medi rural i, com a contrapartida, d'atracció en l'urbà. Als països subdesenvolupats existeix una àmplia documentació entorn del tema de l'èxode rural i del procés creixent de creixement de les majors ciutats. Pot citar-se com a exemple, l'obra de Breese que, encara que fa referència a una època ja passada, pot donar una senzilla idea de tots els mecanismes que generen aquest procés.

### Factors de rebot en el medi rural
- La manca o escassetat de fonts d'ocupació: Aquest factor afecta en major grau a la població femenina, per la qual cosa les dones tendeixen a predominar en l'èxode rural.
- L'escassetat d'institucions d'ensenyament: A més, cal sumar les llargues distàncies que cal cobrir per arribar a una escola o col·legi. Les dificultats en el transport escolar són molt més greus en el medi rural i, sobretot, als països subdesenvolupats. Entre totes les institucions educatives, són les d'ensenyament secundari i, per descomptat, de la superior, les que resulten més escasses al medi rural.
- L'escassetat de serveis: Entre ells cal destacar els serveis assistencials, de comerç, de formació i assessoria tècnica i molts altres.
- El desenvolupament tècnic de l'agricultura: Aquest desenvolupament tècnic tendeix a disminuir les necessitats del treball assalariat i a conseqüència d'això, dona origen a un motiu addicional per emigrar.

### L'atractiu de les ciutats
Les ciutats exerceixen un atractiu molt poderós sobre la població rural. Molt sovint, els camperols de tot el món, queden "enlluernats" per la vida urbana, la qual es manifesta en l'oferta de tots aquells elements que solen ser més difícils d'aconseguir en el camp.
- A les ciutats existeix una major diversitat d'ocupació, especialment per al sexe femení. En canvi, en el medi rural, gairebé no existeixen ocupacions fora de les activitats relacionades amb les labors agropecuàries.
- Existeix també una major diversitat i disponibilitat de serveis. Els centres urbans, sobretot els més grans, tenen un nivell superior al del medi rural en el que a oferta de serveis es refereix (serveis assistencials, educatius i culturals, transport i comunicacions, serveis informatius, recreatius, etc.).
- Ocupació poca qualificada. Molt sovint, les ciutats necessiten mà d'obra per a aquelles ocupacions d'escasses exigències i de menor remuneració i aquestes ocupacions tendeixen a ser coberts pels immigrants del medi rural. Com assenyalava Clyde V. Kiser[2] en 1967 en referir-se a la immigració a l'Amèrica Llatina:

| « | En realitat, quan els llatinoamericans pensen en la immigració, no estan pensant en obrers industrials. Pensen en treballadors del camp i agricultors, perquè aquests són els que ells desitgen. Com la gent de qualsevol altra part, desitgen que uns altres facin el que ells mateixos estan poc disposats a fer, en aquest cas, el treball dur de les grans propietats i el cultiu del camp a l'interior del país. | » |

I aquesta idea s'estén, encara avui, a situacions similars arreu del món. Només que amb la major facilitat dels mitjans de transport i la disminució de la població rural a uns nivells molt minsos, els llocs de treball de menors exigències tendeixen a ser ocupats per immigrants, de vegades il·legals i procedents de països cada vegada més allunyats.

## Les "lleis" de les migracions
Va ser Ernst Georg Ravenstein el primer qui va parlar de les "lleis" de les migracions en analitzar des del punt de vista estadístic, els llocs de residència de la població anglesa de dos censos consecutius, a la fi del segle xix. Per descomptat, parlar de lleis en una anàlisi demogràfica sembla alguna cosa massa taxativa. Aquestes lleis serien doncs, una mena d'estructura o patrons, és a dir, trets o característiques que poden observar-se mitjançant la comparació de les dades demogràfiques en les que es reflecteixen els canvis espacials de la població.
Les seves conclusions, que s'apliquen en la seva major part a l'èxode rural, foren les següents:
1. La majoria dels migrants procedeix d'una curta distància.
2. Les dones emigren en major nombre que els homes.
3. Quan la distància és molt gran, predomina el sexe masculí. Els emigrants del medi rural es dirigeixen, quan realitzen llargs desplaçaments, únicament a les ciutats més grans.
4. Si la distància és prou gran, té lloc una espècie de migració per etapes. En aquesta migració per etapes, els llocs deixats vacants en emigrar, poden ser ocupats per migrants d'àrees més allunyades. La migració per etapes sol dirigir-se a centres poblats progressivament majors.
5. Els corrents migratoris principals generen uns corrents secundaris que solen ser compensatòries, de menors proporcions i en sentit invers.
6. En l'èxode rural predomina la població jove (adolescents i adults joves).
7. Els nascuts a les ciutats són menys migrants que els nascuts en el medi rural.

## Conseqüències de l'èxode rural

### En el camp
- Positives: disminueix la pressió de la població sobre els recursos, disminueix la desocupació i la misèria. Es reben les remeses de diners enviades pels emigrants a les seves famílies. Milloren les tècniques emprades en les activitats agropecuàries, com una manera de contrarestar els efectes de l'emigració.

- Negatives: disminueix la vitalitat de la població (empobriment demogràfic, envelliment), desequilibris en la composició de la població per edat i sexe, etc. En l'èxode rural emigren, precisament, les persones amb major afany de superació, la labor de la qual en el camp podria ser més positiva que la dels quals romanen en ell. S'encareixen els costos dels serveis en disminuir el nombre de persones que reben aquests serveis. En quedar la població de major edat, aquesta es va tornant més poc inclinada al canvi i no mira amb bons ulls les adaptacions que ha de fer per acostumar-se a una vida quotidiana cada vegada més complexa. Tradicionalment ha existit un intent per evitar o limitar l'èxode rural, tant per part de la població rural que desitja retenir els possibles emigrants, especialment del sexe femení, com pot veure's en el folklore d'alguns països ([5]), com de la població urbana, que mira amb recel l'espècie d'invasió de forasters procedents del camp i també a les àrees dels estanys.

### A la ciutat
- Positives: augmenta la taxa de vitalitat de la població, ja que en l'èxode rural predominen els joves. Aportacions de capital, ja que molts camperols venen les seves propietats per crear les seves pròpies empreses industrials, artesanals o comercials de petita escala a les ciutats. Abarateix els costos al mercat laboral, ja que els camperols solen rebre menors salaris que els nascuts a les ciutats.

- Negatives: competència amb la població urbana al mercat de treball. Competència en els serveis que reben els habitants de les ciutats. Disminueix, almenys en un primer moment, el nivell de vida de la població urbana íntegrament. Augmenta la marginalitat de part de la població, amb totes les implicacions que això implica. Solen augmentar els preus, no només pel major consum, sinó perquè les remeses dels immigrants als seus llocs d'origen generen una certa inflació disfressada.

## L'oposició ciutat - camp
Les diferències entre el medi rural i l'urbà en una data relativament recent, no eren tan grans com ara. Ha estat l'extraordinari desenvolupament tecnològic i econòmic de l'últim mig segle (aproximadament, a partir de la Segona Guerra Mundial) el que ha creat una diferenciació creixent entre camp i ciutat. La situació actual és relativament senzilla: als països desenvolupats, l'antiga immigració procedent del camp ha estat substituïda per immigrants (moltes vegades il·legals) procedents de països subdesenvolupats, tenint en compte que el terme subdesenvolupament sol ser un concepte relatiu, que sorgeix de la percepció del nivell de vida que té el que va a emigrar i de les millores que podria arribar a tenir en arribar a la ciutat.
La gran majoria dels habitants de les ciutats subestimen i fins i tot menyspreen als camperols i aquests, per la seva banda, no s'adapten a la vida urbana: quan arriben a una ciutat gran (probablement convidats per algun fill o un altre familiar) no hi solen romandre molt temps i al final prefereixen anar-se al seu llogaret i viure sols a haver de bregar amb un món tan diferent al que ells van conèixer fa molts anys. La solució al problema, per descomptat, seria la de millorar la qualitat de vida de les petites poblacions emprant per a això, precisament, aquest desenvolupament tecnològic que molts dels habitants del medi rural no solen i fins i tot no volen entendre.
A molts països desenvolupats s'ha volgut assolir un sistema de vida que pren el millor dels dos mons, el rural i l'urbà. A Anglaterra, per exemple, moltes persones que treballen a les grans ciutats viuen en el camp i viatgen diàriament per poder tenir els avantatges dels dos entorns. Als Estats Units, el commuting, és a dir, el trasllat diari entre alguna urbanització o població en el mitjà rural (i suburbà, amb major freqüència) i les grans ciutats ve a ser alguna cosa habitual i involucra a una quantitat creixent de persones.
Als Països Catalans, l'abandonament del camp ha creat una sèrie de problemes bastant complexos, tant en el mitjà rural com en l'urbà. Aquesta despoblació pot ser responsable, per exemple, d'incendis. A més, és precisament la despoblació la que ha creat una espècie de cercle viciós, ja que si es volia reprendre de nou alguna d'aquestes activitats (o unes altres), caldria una població que ja no hi és, a causa de l'emigració.
Per a desenvolupar aquestes regions deprimides per l'èxode rural, caldrà incorporar els antics emigrants, mitjançant polítiques destinades a una espècie de rehabilitació del medi rural: finques i horts de finalització de setmana, cases de vacances, habitatges d'interès social, etc. Amb l'increment d'aquest tipus de solució, s'adoptaria una mesura que és molt popular en alguns països, com ara Alemanya, i combatria en certa manera, el caràcter espasmòdic de la sortida massiva d'habitants de les ciutats (l'"èxode urbà", com podríem denominar-ho), en fer-lo una mica més estable i estès en el temps, perquè en el nostre país, tant amb els moviments de turistes estrangers com dels nacionals, les èpoques de vacances esdevenen força conflictives per aquests desplaçaments tan massius de la població.